# تپه فوتم سنگ‌پل
تپه فوتم سنگ پل مربوط به هزاره اول قبل از میلاد است و در شهرستان جویبار، بخش مرکزی، روستای فوتم علیا واقع شده و این اثر در تاریخ ۱ مهر ۱۳۸۲ با شمارهٔ ثبت ۱۰۲۶۶ به‌عنوان یکی از آثار ملی ایران به ثبت رسیده است.